# Kaj Stenvall
Kaj Kristian Stenvall, född 25 december 1951 i Tammerfors, är en finländsk konstnär känd för sina tavlor med ankmotiv.
Stenvall föddes i Tammerfors i en tvåspråkig familj. År 1971 blev han student från Svenska samskolan i Tammerfors. Åren 1971–1974 studerade han vid Åbo ritskola. Han flyttade till Alsböle, Sagu år 1973. Numera har Stenvall ett konstgalleri i Helsingfors.
Stenvall fick Finska statens konstpris år 1972.